# Камаско (Верчели)
Камаско је насеље у Италији у округу Верчели, региону Пијемонт.
Према процени из 2011. у насељу је живело 37 становника. Насеље се налази на надморској висини од 758 м.